# 나즈카 카오리
나즈카 카오리(名塚 佳織, 1985년 4월 24일 ~ ) 또는 나즈카 가오리는 일본의 성우이자 무대 배우이다. 도쿄도 출신이다. 사무소에 소속되지 않고 프리랜서로의 활동을 하고 있다. 애칭은 카모상(かもさん), 카오링(かおりん) 등이다.

## 출연작
※굵은 글씨는 주역, 히로인 혹은 주요 캐릭터이다.

### TV 애니메이션
1999년
- 오자루마루 (코세키, 햄스터 키미쨩, 카나에)
- 지금, 그곳에 있는 나 (라라 루우)

2000년
- 바람부는대로 츠키카게 란 (긴, 사요)
- 다!다!다! (코즈키 미유)

2001년
- 후르츠 바스켓 (소마 키사)

2002년
- 7인의 나나 (나나퐁)
- .hack//SIGN (스바루)

2003년
- AVENGER (크리스)
- 디지캐럿 뇨 (유우레이)
- 나나카6/17 (아라시야마 사츠키)
- 병 속의 요정 (치리리)

2004년
- 갤럭시 엔젤 4기 (자폭 쨩)
- 쥬베이 쨩 2 ~시베리아 야규의 역습~ (부인경시정 나즈카)
- 스위트 발레리안 (케이트)
- 빛의 전사 프리큐어 (모리 쿄코)
- 풍인 이야기 (나오)

2005년
- 개그만화 보기 좋은 날 (시마키 시마미, 마츠야마 아이, 사토코, 냥미, 이시이 이시코, 사와무라 사유리, 아이카쨩, 유리코, 오키치, 커플녀, 나레이션, 타이틀)
- Canvas2 〜무지개빛 스케치〜 (호우센 에리스)
- 교향시편 에우레카 세븐 (에우레카)
- 츠바사 크로니클 -RESERVoir CHRoNiCLE- (치이)
- 노에인 또 하나의 너에게 (무카이 미호)
- 빛의 전사 프리큐어 Max Heart (모리 쿄코)
- 충사 (토자와 아야)
- 레전즈 되살아나는 용왕전설 (팡)
- BLOOD+ (모니크)

2006년
- 이누카미! (나데시코)
- INNOCENT VENUS (스미토 사나)
- 개그만화 보기 좋은 날2 (냥미, 타이틀, 나레이션, 고츠코의 엄마, 욘코, 오토히메, 후토의 여동생, 아줌마, 슌조의 딸, 에리코, 잇큐씨, 하루노 코스모스, 여학생, 라부에)
- 은색의 오린시스 (테아)
- 고스트 헌트 (타니야마 마이)
- 코드 기어스 반역의 를르슈 (나나리 람페르쥬)
- 시문 (융)
- 슈발리에 〜Le Chevalier D'Eon〜 (로렌시아)
- .hack//Roots (시노)
- 츠바사 크로니클 2기 -RESERVoir CHRoNiCLE- (치이)

2007년
- 아이돌 마스터 XENOGLOSSIA (후타미 아미)
- 오버 드라이브 (후카사와 유키)
- 학원 유토피아 마나비 스트레이트! (타케우치 마이)
- 기신대전 기간틱 포뮬러 (실비아)
- 게게게의 키타로 5기 (마이코)
- CODE-E (쿠죠 소노미)
- 이 푸른하늘에 약속을ㅡ ~츠구미 기숙사에 어서오세요~ (미타무라 아카네, 실행위원A)
- 지옥소녀 이정 (스가노 유리코)
- 수호캐릭터! (와타라이 미사키)
- 스모모모모모모 지상최강의 신부 (코가누이 텐텐)
- DARKER THAN BLACK -흑의 계약자- (파이)
- 디 그레이맨 (쵸메스케)
- 천재? Dr.하맥스 (카오리)
- 뱀부 블레이드 (오가와 메이)
- 보쿠라노 (츠바사)
- 포켓몬스터 다이아몬드&펄 (이시스)
- 샤먼 시스터즈 (이이다 토모코)
- 모에땅 (시라토리 아리스)
- 레 미제라블 소녀 코제트 (코제트)
- 렌탈 마법사 (라피스 유다이크스)
- ONE PIECE (요코)

2008년
- 늑대와 향신료 (클로에)
- 카타츠무림픽 (피파)
- 개그만화 보기 좋은 날 3기 (냥미, 오노 이모코, 농가의 아줌마, 코이노 YOKAN, 외국인 여성, 매니저, 스타에, 감독의 엄마)
- 코드기어스 반역의 를르슈 R2 (나나리 비 브리타니아)
- 스트라이크 위치즈 (리네트 비숍)
- 젠마이 자무라이 (솜사탕 공주, 아이, 동네처녀, 미녀, 동네주민 외 다수)
- 소울이터 (나카츠카사 츠바키)
- 타이타니아 (리디아)
- 철완 버디 DECODE (카펠라 티티스)
- 트루티어즈 (유아사 히로미)
- 도서관 전쟁 (노노미야)
- To LOVE 트러블 (코테가와 유이)
- 백작과 요정 (반시)
- 파천황유희 (루드비카)
- Mission-E (쿠죠 소노미)
- Mnemosyne -므네모시네의 아가씨들- (마에노 미시오)

2009년
- 캠퍼 (산고 시즈쿠)
- 강각의 레기오스 (사야)
- GA 예술과 아트 디자인 클래스 (오오미치 미야비 (교수))
- 절대가련 칠드런 (캐롤라인 / 캐리)
- 07-GHOST (시스터 리벨)
- 티어즈 투 티아라 - 화관의 대지 - (스이르, 코날)
- 철완 버디 DECODE:02 (카펠라 티티스)
- 여름의 폭풍! (카야)
- 여름의 폭풍! 춘하동중 (카야)
- 강철의 연금술사 BROTHERHOOD (마리아 로스)
- 판도라 하츠 (꽃파는 소녀)
- 포켓몬스터 다이아몬드&펄 (치시오)
- 메탈 파이트 베이블레이드 (텐도 유우)

2010년
- 개그만화 보기 좋은 날+
- 스트라이크 위치즈2 (리네트 비숍)
- 아마가미SS (아야츠지 츠카사)

2011년
- 30세의 보건 체육 (안도 나츠)

2012년
- Robotics;Notes (후루고리 코나)

2013년
- 내 여자친구와 소꿉친구가 완전 수라장 (키류 사에코)
- 신만이 아는 세계 여신편 (아유카와 텐리)

2016년
- 괴도 조커 (가짜 퀸)

### 극장용 애니메이션
2005년
- 츠바사 크로니클 극장판 : 새장 나라의 공주(치이)

2011년
- 영원의 쿠온(테이)

2019년
- 코드 기아스 부활의 를르슈(나나리)
- 그리자이아: 팬텀 트리거 02. 소울 스피드(크리스)

2022년
- 원피스 필름 레드(우타)

2024년
- 극장판 하이큐!! 쓰레기장의 결전(시미즈 키로코)

### 웹 애니메이션
2007년
- 휴대전화소녀(후지미야 모모카)

### OVA
2004년
- 맡겨줘 돌고래(아오)

2006년
- 메모리즈 오프 5 끊어진 필름 (사와라비 미우미)

2007년
- 스트라이크 위치스 OVA (리네트 비숍)

2008년
- .hack//G.U. TRILOGY (시노)
- 디트로이트 메탈 시티 (니나)
- 비밀의 봉오리 (타치바나 츠보미)

2009년
- 츠바사 춘뢰기 (아마테라스)

2012년
- 신만이 아는 세계 ova (아유카와 텐리)

2013년
- 신만이 아는 세계 ova (아유카와 텐리)

### 게임
- 가제트 트라이얼 (히소카)
- 모두의 골프5(나츠미)
- 스트라이크 위치즈 창공의 전격전 ~신대장 분투하다~DS (리네트 비숍)
- 스트라이크 위치즈 －당신과 할 수 있는 일　A Little Peaceful Days－(리네트 비숍)
- 테일즈 오브 이노센스 (안쥬 세레나)
- 티어즈 투 티아라 -화관의 대지-(실)
- Canvas2~붉은색의 팔레트~(호센 에리스)
- 토토리의 아틀리에 ~알란드의 연금술사~ (토토리아 헬모르트)
- 아마가미 (아야츠지 츠카사)